# Euphoresia excellens
Euphoresia excellens är en skalbaggsart som beskrevs av Frey 1968. Euphoresia excellens ingår i släktet Euphoresia och familjen Melolonthidae. Inga underarter finns listade i Catalogue of Life.